# サン・マルティーノ・ヴァッレ・カウディーナ
サン・マルティーノ・ヴァッレ・カウディーナ（イタリア語: San Martino Valle Caudina）は、イタリア共和国カンパニア州アヴェッリーノ県にある、人口約4,900人の基礎自治体（コムーネ）。

## 地理

### 位置・広がり
アヴェッリーノ県西部に位置するコムーネ。

#### 隣接コムーネ
隣接するコムーネは以下の通り。括弧内のBNはベネヴェント県所属を示す。
- アヴェッラ
- チェルヴィナーラ
- モンテサルキオ (BN)
- パンナラーノ (BN)
- ロッカバシェラーナ
- スペローネ

## 行政

### 分離集落
サン・マルティーノ・ヴァッレ・カウディーナには、以下の分離集落（フラツィオーネ）がある。
- Campanino, Casadami, Clementi, Crocevia, Girone, Iardino, Innocenzi, La Pietra, Mancini, Masseria Teti, Poeti, Quercino, Rocchi, San Palerio, Stazione di San Martino Valle Caudina (Scalo), Tedeschi, Tufara Valle, Vernilli, Vitaliani